# Stavseng fyr
Stavseng fyr ligger på en øen Skåtøy i Kragerøfjorden i Vestfold og Telemark fylke, Norge. Fyrbygningen i træ har et højt kirkelignende tårn i gavlen med et 4. ordens linseapparat.
Fyret blev bygget samtidig med Strømtangen fyr længere ude i fjorden i 1874, den danner en navigationslinje med.
Tårnet på fyrbygningen blev bygget højere i 1907. Som repræsentant for små træfyr og den særegne udformning blev fyrstationen i 1997 fredet efter lov om kulturminner.

## Eksterne kilder og henvisninger
- Wikimedia Commons har flere filer relateret til Stavseng fyr
- Stavseng fyr på Riksantikvarens hjemmeside kulturminnesok.no
- Norsk fyrliste 2012 (Webside ikke længere tilgængelig), Kystverket
- Stavseng fyr Norsk Fyrhistorisk Forening
- Om fyret på Store Norske Leksikon